# 檜木醇
檜木醇，又称日柏酚（英語：Hinokitiol），扁柏酚，β-侧柏素（β-thujaplicin）是在柏科（Cupressaceae）的树木中发现的一种天然单萜。 它是托酚酮衍生物，是三种侧柏素中的一种。 桧木醇因其广谱抗病毒，抗菌和抗炎作用而被广泛用于口腔护理和治疗产品。桧木醇是锌和铁的离子载体，此外，它还被批准用作食品添加剂。
桧木醇的名称起源于1936年最初在台湾扁柏中分离。实际上，在日本扁柏中它几乎不存在，而其含量高（约占心材质量的0.04％）存在于Junipruscedrus和Hiba柏木中。罗汉柏（Thujopsisdolabrata）和西部红柏（Thujaplicata）。可以很容易地通过溶剂和超声从雪松中提取。
桧木醇在结构上与环庚三烯酚酮（Tropolones）有关，后者缺少异丙基取代基。环庚三烯酚酮是众所周知的螯合剂。

## 抗菌活性
桧木醇具有广泛的生物学活性，许多生物学活性已在文献中进行了探索和表征。首先，也是最广为人知的是，不管抗生素是否耐药，其对许多细菌和真菌的有效抗菌活性。
具体而言，已显示桧木醇对肺炎链球菌，变形链球菌和金黄色葡萄球菌（人类常见病原体）有效。
另外，已显示桧木醇对沙眼衣原体具有抑制作用，并且在临床上可用作局部用药。

### 抗病毒活性
最近的研究表明，桧木醇与锌化合物联合使用时，还对多种人类病毒（包括鼻病毒，柯萨奇病毒和芒果病毒）具有抗病毒作用。
治愈病毒感染有可能获得大规模的经济利益，并且对诸如世界卫生组织这样的全球机构来说至关重要。通过削弱病毒多蛋白的加工，桧木醇抑制了病毒复制-但是，此功能取决于二价金属离子的可用性，因为桧木醇是其螯合剂。 锌与桧木醇的结合支持了这些功能，下面将进行讨论。

## 其他活动
除广谱抗菌活性外，桧木醇还具有抗炎和抗肿瘤活性，其特点是进行了许多体外细胞研究和体内动物研究。桧木醇可抑制关键的炎症标志物和途径，例如TNF-a和NF-kB，并且正在探索其治疗慢性炎症或自身免疫性疾病的潜力。发现桧木醇通过诱导自噬过程对几种重要的癌细胞系产生细胞毒性。

### 冠状病毒研究
桧木醇作为锌离子载体的作用可能具有抗病毒作用。桧木醇使锌离子流入细胞，从而抑制RNA病毒的复制机制，并随后抑制病毒的复制。 一些值得注意的RNA病毒包括人类流感病毒SARS。 锌离子能够显着抑制细胞内的病毒复制，并证明其作用取决于锌的流入。这项研究是用锌离子载体巯氧吡啶进行的，其功能与桧木醇非常相似。
在细胞培养物中，桧木醇可抑制人鼻病毒，柯萨奇病毒和芒果病毒的繁殖。桧木醇干扰病毒多蛋白的加工，从而抑制小核糖核酸病毒复制。桧木醇通过削弱病毒多蛋白加工来抑制小核糖核酸病毒的复制，并且桧木醇的抗病毒活性取决于锌离子的可用性。

### 铁离子载体
已显示日香酚可以在啮齿动物中恢复血红蛋白的产生。桧木醇充当铁离子载体，将铁引导进入细胞， 增加细胞内铁水平。人体中约70％的铁包含在红细胞中，尤其是血红蛋白。铁对几乎所有生物都是必不可少的，并且它是一些解剖功能的关键元素，例如氧气转运系统，脱氧核糖核酸（DNA）合成，电子转运和缺铁会导致血液疾病，例如贫血，对身体和心理表现均有害。

## 锌协同作用
桧木醇是锌离子载体，据信这种能力可抑制病毒复制。简而言之，作为锌离子载体，桧木醇有助于通过质膜或细胞内膜将分子运输到细胞中，从而增加特定分子（例如锌）的细胞内浓度。因此，通过利用锌的抗病毒特性，结合桧木醇，可以促进锌的吸收。

### 癌症研究
在细胞培养和动物研究中，桧木醇已显示出抑制复分解的作用，并对癌细胞具有抗增殖作用。

### 锌缺乏症
在某些癌细胞中已证明锌缺乏，并且返回最佳的细胞内锌水平可导致抑制肿瘤生长。桧木醇是有记载的锌离子载体，但是目前需要更多的研究来确定桧木醇和Zinc的有效递送方法浓度。
- “膳食锌对黑色素瘤生长和实验转移的影响...” [34]
- “饮食中的锌缺乏症通过诱导明显的炎症信号来促进食道癌的发展……” [35]
- “血清锌水平与肺癌之间的关联：对观察性研究的荟萃分析...”[36]
- “锌缺乏，相关的microRNA与食管癌之间的关系的研究进展……” [37]

## 含有桧木醇的产品
桧木醇被广泛用于一系列消费产品，包括：化妆品，牙膏，口腔喷雾剂，防晒霜和生发剂。Hinoki Clinical是消费性桧木醇产品销售中的领先品牌之一。
在1955年开始首次“工业提取桧木醇”之后不久，成立了Hinoki Clinical（成立于1956年）。 Hinoki目前有18种以上以桧木醇为成分的产品。另一个品牌“ Relief Life”  的含有桧木醇的“ Dental Series”牙膏的销售额已突破一百万。
其他基于桧木醇的产品的著名生产商包括大冢制药，小林制药，大正制药，SS制药。除亚洲外，诸如SwansonVitamins®的公司也开始在美国等市场   Swanson Vitamins US的消费产品中使用桧木醇。于2020年5月19日检索</ ref>和澳大利亚 作为抗氧化剂血清和其他用途。
2006年，桧木醇被列为加拿大持久性，非生物蓄积性和对水生生物无毒的加拿大国内物质清单。 所述的环境工作组（EWG），美国激进组，一直致力于一个页面来指示它是“低风险”中，如“过敏及免疫毒性”区域，“癌症”和“发育和生殖成分桧木醇毒性”，给予Hinokitiol 1-2分。
与桧木醇的得分相反，仍然可以在各种漱口水中出售的对羟基苯甲酸丙酯显示出极大的毒性和危害性。对羟基苯甲酸丙酯已被欧洲激素干扰委员会认为是人类内分泌干扰物，除其他担忧外，在EWG网站上的评分为4-6。

### ZinX博士
2020年4月2日，澳大利亚氧化锌生产商Advance Nanotek  向AstiVita Limited  提出了一项抗病毒组合物的联合专利申请，该组合物包括各种含有桧木醇作为重要成分的口腔护理产品。零件。现在采用这项新发明的品牌称为Dr ZinX，很可能在2020年发布其Zinc + Hinokitiol组合。
2020年5月18日，ZinX博士发布了“用于评估医疗领域杀灭病毒活性的定量悬浮液测试”的测试结果，结果显示在纯净浓度下降低了'3.25 log'（降低了99.9％）。针对COVID-19的5分钟替代了猫冠状病毒。 锌是人体必需的膳食补充剂和微量元素。全球估计有17.3％的人口锌摄入不足。

### 有前途的未来
从2000年代开始，研究人员认识到桧木醇可以作为一种药物，特别是抑制沙眼衣原体细菌。
伊利诺伊大学香槟分校和其他机构的化学家马丁·伯克（Martin Burke）及其同事发现了桧木醇的重要医学用途。伯克的目标是克服动物体内不规则的铁运输。
几种蛋白质的不足会导致细胞铁缺乏症（贫血）或相反的作用，即血色素沉着病。
研究人员使用基因缺失的酵母培养物作为替代物，筛选了一个小生物分子文库，以寻找铁运输和细胞生长的迹象。桧木醇作为恢复细胞功能的一种物质出现。
研究小组的进一步工作建立了酚还原或减少细胞铁的机制。 然后，他们将研究转向了哺乳动物，并发现，将经过设计缺乏“铁蛋白”的啮齿类动物喂入桧木醇后，它们可以重新吸收肠道中的铁。在对斑马鱼的类似研究中，该分子恢复了血红蛋白的产生。
对伯克等人工作的评论。昵称桧木醇是“铁人分子”。这很恰当/讽刺，因为发现者Nozoe的名字可以被翻译成英文“ iron man”。
鉴于对以桧木醇为基础的口服产品的需求不断增加，对桧木醇的口服应用也进行了重要研究。一项与日本8个不同机构相关的研究，其标题为：“桧木醇对在口腔和上呼吸道中占主导地位的抗菌素耐药性和易感病原细菌的抗菌活性”得出的结论是，“桧木醇具有针对细菌的抗菌活性。病原菌种类繁多，对人上皮细胞的细胞毒性低。”